# Max Heral
Max Heral, né le 22 septembre 1926 à Montpellier et mort le 26 avril 2003 dans la même ville, est un haltérophile français, évoluant dans la catégorie des poids plumes.
Il est médaillé de bronze aux Championnats du monde d'haltérophilie 1949, médaillé d'argent aux Championnats d'Europe d'haltérophilie 1948 et  1949 et médaillé de bronze aux  Championnats d'Europe d'haltérophilie 1951.